# Noonie Bao
Jonnali Mikaela Parmenius (sinh ngày 9 tháng 8 năm 1987) là ca sĩ, nhạc sĩ Thuỵ Điển. Cô được biết là đã viết nhạc cho các DJ, ca sĩ nổi tiếng như Katy Perry, Charli XCX, Camila Cabello, Alessia Cara, Avicii, Kygo, David Guetta, Clean Bandit, Alesso và Carly Rae Jepsen.

## Tiểu sử
Parmenius được sinh ra ở Stockholm, Thụy Điển. Cô bắt đầu hát từ khi còn nhỏ, lấy cảm hứng từ cha mẹ âm nhạc của mình, và biểu diễn trong dàn hợp xướng như một đứa trẻ. Ở tuổi 12, cô bắt đầu viết những bài hát của riêng mình, nhưng lúc đầu, cô đã bí mật vì cô cảm thấy xấu hổ và khó chịu khi hát về cảm xúc. Cô đã tham dự một trường âm nhạc, nơi cô được gọi là một "con cừu đen". Ở tuổi 15, một người bạn tặng cô biệt danh Noonie Bao vì sự xuất hiện của cô.
Cô đã tham dự một thời gian ngắn tại trường Cao đẳng Âm nhạc Hoàng gia, Stockholm, nhưng rời đi và đến sống với một người bạn ở St. Gallen, Thụy Sĩ. Cô bắt đầu tham gia một lớp học ca hát và thu âm các bài hát của riêng mình trong căn gác của một người bạn, đó là lần đầu tiên cô tiếp xúc với sản xuất ca khúc. Sau đó, cô làm việc trong một phòng thu ở Paris.

## Sự nghiệp
Sau hai năm ở nước ngoài, Noonie Bao trở về quê nhà Stockholm, nơi cô ký hợp đồng với hãng EMI với tư cách là một nhạc sĩ. Cô cũng thành lập một hãng nhạc tên là 2many Freckles. Dưới nhãn hiệu này, cô đã viết và sản xuất các bài hát cho Adiam Dymott, Clean Bandit, Frederic Sioen và Tove Styrke. Bao đã sản xuất một số bài hát trên album tự tiêu đề năm 2010 của Tove Styrke, đã trải qua 35 tuần trên bảng xếp hạng Thụy Điển và vươn tới vị trí thứ 10. Năm 2011, ban nhạc người Bỉ Das Pop đã nhận thức được một bài hát của Noonie Bao và yêu cầu cô hát bài hát ủng hộ cho bài hát "Fair Weather Friends" trong album The Game. Bao sau đó đã đi lưu diễn với ban nhạc ở Bỉ và châu Âu.
Vào tháng 1 năm 2012, Bao đã phát hành single đầu tay "About to Tell". Vào tháng 10, cô phát hành album đầu tay I Am Noonie Bao, kết hợp giữa phong cách nhạc pop và dân gian độc lập. Cuối năm 2012, cô đã đi lưu diễn ở Thụy Điển. Năm 2013, cô được đề cử giải Grammy trong hạng mục Nghệ sĩ mới xuất sắc nhất, nhưng đã thua Icona Pop. Sau đó Bao đã thành công với vai trò là một nhạc sĩ và ca sĩ nổi tiếng cho ca khúc "I Could Be the One" của Avicii và Nicky Romero.
Năm 2014, Noonie Bao đã viết single "Doing It" từ album Sucker của Charli XCX, đứng thứ tám trên bảng xếp hạng single Anh, cũng như đóng góp cho ba bài hát khác trong album. Hai người đã tiếp tục làm việc cùng nhau, bao gồm phần lớn Vroom Vroom EP 2016 của XCX và ba bài hát từ Mixtape Number 1 Angel của XCX. XCX đã gọi Bao là "người bạn thân nhất và cộng tác viên yêu thích nhất".
Vào năm 2015, Bao đã phát hành single "I'm in Love" trên Soundcloud và YouTube. Vào tháng 11 năm 2015, cô phát hành vở kịch mở rộng Noonia đầu tiên, đã chuyển sang sản xuất nhạc pop nhiều hơn so với lần đầu tiên xuất hiện trong album đầu tay của cô. Tiếp tục với âm thanh này, Bao đã phát hành đĩa đơn "Reminds Me" do Burns sản xuất vào tháng 4 năm 2016.